# Phyllis Barry
Phyllis Barry (Leeds, 17 december 1908 – Los Angeles, 1 juli 1954) was een Britse actrice. Tussen 1925 en 1947 verscheen ze in een veertigtal films.

## Biografie
Barry werd geboren als Gertrude Phyllis Hillyard op 17 december 1908 in Leeds, als dochter van Bertha Giles en Seth Henry Hillyard. Ze genoot een opleiding als danseres en verhuisde in 1923 met haar moeder naar Australië, waar ze werkte als danseres onder de naam Phyllis du Barry. In 1925 speelde ze voor het eerste in een film, Painted Daughters, en in 1926 was ze te zien in Sunrise. In 1927 trad ze op als danseres in de musicals No, No, Nanette en Lady Be Good, beide met Elsie Prince in de hoofdrol.
In maart 1930 ging Phyllis naar de Verenigde Staten en toerde ze, onder de naam Phyllis du Barry, met de Fanchon and Marco Company. Na aankomst in Hollywood kreeg ze een filmrol toen regisseur King Vidor Barry selecteerde om mee te spelen als "de andere vrouw" in Cynara (1932), tegenover Ronald Colman en Kay Francis.
Phyllis Barry was gedurende een korte periode de tegenspeelster voor filmkomieken. In 1933 speelde ze naast Buster Keaton en Jimmy Durante in de komedie What! No Beer? en tegenover Wheeler & Woolsey in Diplomaniacs. Het jaar daarop was ze opnieuw te zien tegenover Wheeler & Woolsey in Hips, Hips, Hooray!
Na 1934 werd ze niet langer gevraagd voor bijrollen of hoofdrollen. Ze begon kleine karakterrollen te accepteren in films met een Brits thema, zoals Bonnie Scotland met Laurel en Hardy (hoewel ze geen scènes met de sterren deelde), The Prince and the Pauper, Bulldog Drummond Comes Back en Step Lively, Jeeves! Ze was ook te zien in minder prestigieuze kortfilms. Ze speelde zelfs in één korte komedie van Hal Roach, The Infernal Triangle, en werkte in korte komedies van Columbia met Charley Chase en de Three Stooges.
Haar filmcarrière geraakte vanaf 1941 in het slop en herstelde zich nooit meer: ze speelde tussen 1943 en 1947 slechts in vier films een niet-gecrediteerde rol, voordat ze het het acteren opgaf. Ze werd huisvrouw en geraakte meer en meer verslaafd aan medicijnen.
Barry was van maart 1932 tot april 1934 getrouwd met variétéartiest Abner Nordlund. Kort daarna trouwde ze met schilder/decorateur Gilbert Caldwell. Ze stierf op 1 juli 1954 in Los Angeles op 45-jarige leeftijd aan een overdosis fenobarbital. Sommige bronnen spreken van zelfmoord, andere van een accidentele overdosis.